# Größeneinfluss
Der Größeneinfluss beschreibt Zusammenhänge zur Übertragbarkeit von Werkstoffkennwerten, die unter genormten Bedingungen ermittelt wurden, auf Verhältnisse, die von den Versuchsbedingungen abweichen. 
Ursache für den Größeneinfluss können mikroskopische Ursachen, wie Korngrößen, und makroskopische, wie Lunker, sein.
In der Literatur wird der Größeneinfluss in vier Bereiche unterteilt:
1. Statistischer Größeneinfluss: Vergleicht man die Schwingfestigkeit zweier Bauteile, die geometrisch identisch, aber unterschiedlich groß sind, so weist das kleinere Bauteil eine höhere Festigkeit auf. Dies liegt daran, dass bei dem größeren Bauteil auch das hoch beanspruchte Bauteilvolumen bzw. die hoch beanspruchte Bauteiloberfläche größer ist. Statistisch gesehen ist somit die Wahrscheinlichkeit höher, dass Fehlstellen in diesem Bereich vorhanden sind, an denen unter Beanspruchung Risse entstehen können.
2. Spannungsmechanischer / Geometrischer Größeneinfluss: Er ist artverwandt mit dem statistischen Größeneinfluss. Auch hier beruht die unterschiedliche Schwingfestigkeit auf einem höher beanspruchten Werkstoffvolumen. Die Ursache liegt aber an unterschiedlichen Spannungsgradienten im Werkstoff. Beispiel: ein Balken unter Biegung und Zug bei gleichen Spannungsmaxima.
3. Technologischer Größeneinfluss: Er beruht auf den Unterschieden im Gefüge des Werkstoffes, die aus der Herstellung bzw. Bearbeitung resultieren. Es unterscheiden sich z. B. Größe und Form der Fehlstellen und Lunker sowie die Größe der kristallinen Körner.
4. Oberflächentechnischer Größeneinfluss: Die begrenzte Eindringtiefe von Verfahren zum Einbringen von Druckeigenspannungen bildet den oberflächentechnischen Größeneinfluss.

Bei der Auslegung von Bauteilen müssen daher entsprechende Korrekturfaktoren berücksichtigt werden, die den Einfluss der Größe des Bauteils mit berücksichtigen.
Alternativ dazu kann man auch einen unteren Grenzwert bestimmen: Der statistische Größeneinfluss wächst mit zunehmender Bruchwahrscheinlichkeit. Er verschwindet bei der Wahrscheinlichkeit Null, d. h. bei der Nullbruchlinie.
- Probendimension: Ebenso hat die Größe einer betrachteten Probe Einfluss auf deren Materialverhalten: je kleiner die Probe, desto mehr verändert sich das Materialverhalten hin zu dem von einzelnen Atomen bzw. Molekülen. Dieser Effekt hat mitunter einen starken Einfluss auf Materialkonstanten wie den spezifischen Widerstand oder auch die Schmelztemperatur.